# Leichtathletik-Weltmeisterschaften 2019/Teilnehmer (Chinesisch Taipeh)
| Gelbes Symbol für Goldmedaillen mit stilisierten Olympischen Ringen | Graues Symbol für Silbermedaillen mit stilisierten Olympischen Ringen | Braundes Symbol für Bronzemedaillen mit stilisierten Olympischen Ringen |
| ------------------------------------------------------------------- | --------------------------------------------------------------------- | ----------------------------------------------------------------------- |
| —                                                                   | —                                                                     | —                                                                       |

Der Leichtathletikverband von Chinesisch Taipeh nahm an den Leichtathletik-Weltmeisterschaften 2019 in Doha teil. Fünf Athleten wurden vom Verband aus Chinesisch Taipeh nominiert.

## Ergebnisse

### Männer

#### Laufdisziplinen
| Athlet        | Disziplin    | Vorlauf | Vorlauf | Halbfinale | Halbfinale | Finale | Finale |
| Athlet        | Disziplin    | Zeit    | Platz   | Zeit       | Platz      | Zeit   | Platz  |
| ------------- | ------------ | ------- | ------- | ---------- | ---------- | ------ | ------ |
| Yang Chun-han | 200 m        | 20,80 s | 38      | DNQ        | DNQ        | –      | –      |
| Chen Kuei-ru  | 110 m Hürden | 13,57 s | 20      | 13,52 s    | 11         | DNQ    | DNQ    |
| Chen Chieh    | 400 m Hürden | 49,95 s | 19      | 50,00 s    | 20         | DNQ    | DNQ    |

#### Sprung/Wurf
| Athlet          | Disziplin  | Qualifikation | Qualifikation | Finale     | Finale |
| Athlet          | Disziplin  | Weite/Höhe    | Platz         | Weite/Höhe | Platz  |
| --------------- | ---------- | ------------- | ------------- | ---------- | ------ |
| Lin Chia-hsing  | Weitsprung | NM            | NM            | –          | –      |
| Cheng Chao-tsun | Speerwurf  | 83,40 m       | 10            | 77,99 m    | 10     |